# Louise de Coligny
Louise de Coligny, född 23 september 1555 på slottet i Châtillon-sur-Loing, död 9 november 1620 på slottet i Fontainebleau, var furstinna av Oranien efter sitt giftermål den 12 april 1583 med prins Vilhelm I av Oranien. 

## Biografi

### Tidigt liv
Hon var dotter till Gaspard de Coligny och Charlotte de Laval.
Louise de Colignys far var befäl för hugenotterna under de franska religionskrigen. 1562 upplevde hon belägringen av Orléans, där hennes mor var skötare för de sjuka och sårade i militära sjukhus. 1568 förlorade Louise sin mor i tyfus, varefter hon levde vid hovet hos den kalvinistiska Johanna III av Navarra. 

### Giftermål
Hon gifte sig 26 maj 1571 med Teligny Charles, adelsman, diplomat och soldat under faderns befäl, som dödades med fadern under Bartolomeinatten 1572; det är obekräftat var Louise själv befann sig under Bartolomeinatten, men hon emigrerade vid denna tid till Savoyen med styvmodern Jacqueline d'Entremont och sedan till Schweiz innan hon 1576 återvände till Frankrike. 
Hon mottog 1582 ett frieri från Vilhelm av Oranien, och samtyckte efter att ha fått den franske kungens tillstånd. Äktenskapet var inte populärt eftersom det sågs som ett närmande till Frankrike, men det blev relativt lyckligt. Hon var närvarande vid mordet på maken. 

### Senare liv
Louise fick vårdnaden om sina styvbarn men tvingades flera gånger be om bidrag, innan hon 1592 fick en livränta och flyttade till Haag.  
Louise arrangerade politiska äktenskap för barn och styvbarn. Hon besökte Frankrike 1594–1595, 1598–1603, 1605–1608, 1610–1613, och arrangerade för sonen Fredrik Henrik av Oranien att tillbringa ett år där. Louise agerade år 1606 medlare i en konflikt mellan Henrik IV och hennes son, hertigen av Bouillon. Hon brevväxlade om politik med sina styvdöttrar Brabantina och Charlotte, som spelade en viktig roll i de diplomatiska förbindelserna mellan protestanterna och Frankrike; de tre kallade varandra "Statskvinnor". Hon medlade 1619 mellan Moritz av Nassau och Wtenbogaert Oldenbarnevelt. Hon återvände permanent till Frankrike 1620 där hon bosatte sig vid hovet hos Maria av Medici på slottet i Fontainebleau.
Louise de Coligny beskrevs som vacker, intelligent, from och fredlig och en hängiven förälder.